# Louro (przystanek kolejowy)
Louro (port: Apeadeiro de Louro) – przystanek kolejowy w Louro (część gminy Vila Nova de Famalicão), w dystrykcie Braga, w Portugalii. Znajduje się na Linha do Minho. Jest obsługiwany przez pociągi CP Urbanos do Porto.

## Historia
Stacja znajduje się na odcinku Linha do Minho między Campanhã i Nine, która weszła do służby wraz z Ramal de Braga 21 maja 1875 r.

## Linie kolejowe
- Linha do Minho